# Jacques Émile Blanche
Jacques Émile Blanche (Paris, 1 de fevereiro de 1861 - Offranville, 30 de setembro de 1942) foi um pintor francês reconhecido por ser dono de um estilo bem refinado, elegante e muito próprio.